# Maison Carlier
Pour les articles homonymes, voir Carlier.
Cet article concerne le monument historique français. Pour la maison personnelle de l’architecte Charles Carlier, voir Maison Carlier (Liège).
La maison Carlier, aussi appelée le château, est un monument historique situé à Lherm dans le Lot (Région Occitanie).

## Historique
La construction de la Maison Carlier, aussi appelée le château, a été bizarrement attribuée à l'évêque de Cahors. Une de ses façades donne sur la place du Carrelier qui évoque le carral, le mâchefer en occitan. Ce nom rappel que Lherm était situé à proximité de mines de fer qui alimentait des moulines de fer ou des forges après la fin de la guerre de Cent Ans. Plus probablement, cette maison a été construite par des marchands.
Elle se compose de deux corps de bâtiment accolés. À la fin du XVe siècle deux marchands se partageaient la maison. Gabriel Torrelha, originaire de Figeac, et Guillaume Laur.
- Le corps principal du bâtiment, au nord, a été édifié au cours de la seconde moitié du XVe siècle. C'est un édifice de plan rectangulaire comprenant quatre niveaux, dont un pour la cave semi-enterrée.
- Le corps de bâtiment sud, directement accosté au bâtiment précédent, a dû être construit à la fin du XVIe siècle ou au début du XVIIe siècle. Il a un plan légèrement trapézoïdal et il inclut côté Est une tourelle ronde dans laquelle se développe un escalier en vis. À partir des traces dans les maçonneries on peut supposer que des communications existaient alors entre les deux corps de logis.

L'édifice a été inscrit au titre des monuments historiques le 17 mars 1988.